# Les Gardiens du Louvre
Les Gardiens du Louvre est un album de bande dessinée de Jirō Taniguchi, coédité par Louvre éditions et Futuropolis et paru le 21 novembre 2014.
L'histoire est prépubliée au Japon sous le titre Chitose no tsubasa, hyaku nen no yume (千年の翼、百年の夢, littéralement « Les ailes de mille ans, un rêve de cent ans ») dans le no 19 du magazine Big Comic Original en 2014.

## Synopsis
Un dessinateur japonais de passage à Paris visite le musée du Louvre et y rencontre ses mystérieux « gardiens », dont la Victoire de Samothrace. Dans des limbes oniriques, entre rêve et réalité, il va découvrir le musée et son histoire sous un autre angle, et rencontrer certains artistes : Jean-Baptiste Camille Corot, Vincent van Gogh, Asai Chū…

## Élaboration
L'auteur a passé près d'un mois au musée du Louvre en mai 2013 afin de s'imprégner de son sujet. Il réalise cette œuvre dans la lignée de la collaboration entre Louvre éditions et Futuropolis :  une douzaine d'albums a été publié.
Le livre est en couleurs directes, grand format et dans le sens de lecture japonais. L'ouvrage est traduit du japonais au français par Ilan Nguyên.

## Réception
Pour Stéphane Jarno de Télérama, « l'album de Jirō Taniguchi est un élégant exercice de style. Très à l'aise dans le registre des dimensions parallèles et du fantastique ordinaire, le mangaka le plus apprécié des Français joue habilement avec les figures imposées. L'auteur du Sommet des dieux sort volontiers les personnages de leurs vitrines et n'hésite pas à s'évader du musée dès que l'occasion se présente. [...] Restent, malgré quelques longueurs, de vrais moments de grâce et d'émotion où le maître tokyoïte a trouvé la parfaite distance quand il évoque l'art de Corot ou dialogue avec Van Gogh ».
Pour BoDoï, « quelque peu engourdi et pauvre en émotions, le récit se limite à une succession de plongées un brin mécaniques dans l’histoire de l’art et, par extension, dans celle du musée du Louvre ».